# 克热姆斯基市镇
克热姆斯基市镇（俄语：Кежемское муниципальное образование）是俄罗斯联邦伊尔库茨克州布拉茨克区所属的一个市镇。其下辖有2个居民点，行政中心为克热姆斯基。据2016年统计，该市镇的人口为2127人。